# Tomás Corral y Oña
Tomás Corral y Oña (Leiva, 18 de septiembre de 1807-Madrid, 14 de diciembre de 1882) fue un médico español que ostentó los cargos de presidente de la Real Academia Nacional de Medicina, catedrático de Obstetricia en el Real Colegio de Cirugía de San Carlos, rector de la Universidad Central de Madrid y primer médico de la corte de Isabel II y Alfonso XII. La reina le concedió los títulos de marqués de san Gregorio y vizconde de Oña, de nuevo cuño.

## Biografía
Nació en Leiva (La Rioja) el 18 de septiembre de 1807. Tras abandonar la carrera de leyes en 1824, estudió en el Real Colegio de Cirugía de San Carlos hasta el doctorado, donde en noviembre de 1832 ganó por oposición el puesto de profesor ayudante y, en 1836, el de catedrático. Enseñó obstetricia durante dieciocho años y se encargó de la biblioteca de la institución. Fue un detractor de la homeopatía e impartía lecciones en su contra, al igual que otros médicos como Vicente Asuero y Cortázar, en los tiempos en los que esta pseudociencia ganaba popularidad en la capital. En 1837 ingresó en la Real Academia Nacional de medicina.
Relevó a Pedro Castelló como primer médico de la corte, especialmente cuando en 1858 fue nombrado primer médico de cámara de Isabel II, a la que había atendido en los partos de las infantas Isabel, María Cristina y el futuro Alfonso XII. Tras una controvertida e infructuosa tentativa de concederle los títulos de conde de Leiva y el de marqués del Real Acierto, finalmente fue nombrado I marqués de san Gregorio y vizconde de Oña. Escogido rector de la Universidad Central en 1854, motivo por el que abandonó su cátedra, ejerció el cargo hasta 1862. Partió con Isabel II al exilio en París después de la revolución de 1868. En ese período comenzó a escribir un tratado de filosofía médica que dejó inacabado.
Finalizado el Sexenio Democrático, fue restituido como primer médico de cámara en 1875 y acompañó al rey Alfonso XII a las campañas de la tercera guerra carlista en 1875 y 1876. Durante la Restauración fue senador por la Universidad Central entre 1887 y 1882, además de consejero de Instrucción Pública. Ocupó la silla M de la Real Academia Española desde el 8 de junio de 1879, fue elegido presidente de la Real Academia Nacional de Medicina en seis ocasiones (22 de mayo de 1861, 1863, 1874, 1878, 1880 y 4 de diciembre de 1882) y también fue presidente de honor de la Sociedad Española de Ginecología y Obstetricia. Contaba entre sus condecoraciones con las grandes cruces de la Orden de Isabel la Católica, la Carlos III, la de Alfonso XII y al Mérito Militar, además de pertenecer a la Orden de Cristo portuguesa y a la Orden de san Miguel bávara. Falleció en Madrid el 14 de diciembre de 1882 y fue enterrado en la Sacramental de san Lorenzo y san José.